# John Carter (phim)
John Carter là một bộ phim khoa học viễn tưởng thể loại phiêu lưu năm 2012 của Hoa Kỳ do Andrew Stanton làm đạo diễn và sản xuất bởi Walt Disney Pictures. Phim dựa trên tác phẩm A Princess of Mars, cuốn sách đầu tiên trong series tiểu thuyết Barsoom của Edgar Rice Burroughs. Bộ phim kể lại cuộc hành trình giữa các hành tinh đầu tiên của John Carter, do diễn viên Taylor Kitsch thủ vai. Bộ phim đánh dấu mốc một trăm năm kể từ khi nhân vật này xuất hiện lần đầu tiên. Phim là sản phẩm phim người đóng đầu tiên của tác giả kịch bản và đạo diễn Stanton; các tác phẩm trước đây do ông đạo diễn bao gồm hai bộ phim hoạt hình Pixar rất thành công là Đi tìm Nemo (2003) và WALL-E (2008). Với cốt truyện do Stanton, Mark Andrews và Michael Chabon đồng sáng tác, bộ phim do Jim Morris, Colin Wilson, và Lindsey Collins sản xuất. Nhạc phim được biên soạn bởi Michael Giacchino và do Walt Disney Records phát hành ngày 6 tháng 3 năm 2012. Ngoài ra dàn diễn viên của phim còn có sự góp mặt của Lynn Collins, Samantha Morton, Mark Strong, Ciarán Hinds, Thomas Haden Church, Dominic West, James Purefoy, và Willem Dafoe.
Việc quay phim bắt đầu từ tháng 11 năm 2009 với các cảnh quay chủ yếu được thực hiện từ tháng 1 năm 2010, kéo dài trong bảy tháng tới tháng 7 năm 2010. John Carter đề cập đến các đề tài sự sống ngoài Trái Đất, khoa học viễn tưởng và nội chiến. Phim được phát hành dưới dạng DVD và Blu-ray tại Mỹ vào ngày 5 tháng 6 năm 2012 bởi Walt Disney Studios Home Entertainment.
Walt Disney Studios Motion Pictures phát hành John Carter tại Hoa Kỳ vào ngày 9 tháng 3 năm 2012; bộ phim được chiếu ở định dạng 2D tiêu chuẩn và ở các định dạng Disney Digital 3D cũng như IMAX 3D. Khi ra mắt, John Carter nhận được những phản hồi chuyên môn trái chiều và có doanh thu kém tại các phòng vé Hoa Kỳ, tuy rằng ở thị trường ngoài nước Mỹ bộ phim có lợi nhuận khá tốt, đặc biệt ở Nga nơi phim đã lập kỷ lục phòng vé tại đây. Disney quy số tiền 160 triệu USD thiệt hại của bộ phận Studio Entertainment trong quý hai năm 2012 "chủ yếu" do phim John Carter. Với mức kinh phí sản xuất và quảng cáo khổng lồ như vậy, bộ phim bị nhiều nhà phê bình coi như một thất bại phòng vé khổng lồ. Paul Dergarabedian, Giám đốc của Hollywood.com viết, "Kinh phí khổng lồ củaJohn Carter đòi hỏi bộ phim phải thu về trên 600 triệu USD trên toàn cầu mới đủ hoà vốn...mức doanh thu mới chỉ có 63 phim đạt được trong lịch sử điện ảnh".

## Diễn viên
- Taylor Kitsch as John Carter
- Lynn Collins as Dejah Thoris, Princess of Helium
- Willem Dafoe as Tars Tarkas, a Barsoomian warrior and ally of John Carter
- Thomas Haden Church as Tal Hajus, a vicious Thark warrior
- Samantha Morton as Sola, daughter of Tars Tarkas
- Dominic West as Sab Than, Prince of Zodanga
- Polly Walker as Sarkoja, a merciless, tyrannical Thark
- James Purefoy as Kantos Kan, captain of the ship Xavarian
- Mark Strong as Matai Shang, leader of the Holy Therns
- Ciarán Hinds as Tardos Mors, Jeddak of Helium
- Bryan Cranston as a Civil War colonel who comes into conflict with Carter
- Daryl Sabara as Edgar Rice Burroughs, nephew of John Carter
- Jon Favreau, who was once attached to direct the film when it was still a Paramount production, has a cameo in the film